# Historicisme (historie)
 For alternative betydninger, se Historicisme (flertydig). (Se også artikler, som begynder med Historicisme)
Historicisme er en betegnelse for de historiefaglige tilgange, der anser historiske udviklinger som værende bundne af love eller som følger bestemte tendenser. Som konsekvens af denne opfattelse bliver det så forskningens opgave at finde ind til, hvad der kendetegner disse ”love”. Tilgangen var især udbredt i 1800-tallet og i første halvdel af 1900-tallet, hvorefter historikere begyndte at finde flere og flere huller i denne forklaringsmetode. Historicismen, der er nomotetisk i orientering, bliver ofte anset for at være modpolen til historismen, der modsat er idiografisk i snit.